# 川辺町役場
川辺町役場（かわべちょうやくば）は、地方公共団体である岐阜県加茂郡川辺町の組織が入る施設（役場）。

## 概要
- 保健センターを併設する。
- 組織の一部（教育支援課・生涯学習課）は、隣接の川辺町中央公民館1階にある。
- 現在の庁舎は1986年（昭和61年）5月着工、1987年（昭和62年）4月に完成[1][2]。

## 業務時間
- 月曜日から金曜日の8時30分から17時15分（土曜日・日曜日・祝日・年末年始を除く）

## 業務内容
3階
- 議場
- 議会事務局

2階
- 総務課
- 企画課
- 産業環境課
- 基盤整備課
- 上下水道課

1階
- 税務課
- 住民課
- 健康福祉課

## 交通アクセス
- 高山本線「中川辺駅」下車、徒歩約5分。
- 川辺町福祉バス「役場前」バス停下車、徒歩すぐ。